# مسعود دلخواه
مسعود دلخواه (زادهٔ ۹ دی ۱۳۳۶ در کازرون) کارگردان، بازیگر، نویسنده و مدرس دانشگاه ایرانی است. وی دارای مدرک دکتری کارگردانی تئاتر از دانشگاه کانزاس آمریکاست. مسعود دلخواه پس از ۱۴ سال تدریس بازیگری و ۲۰ سال زندگی در آمریکا و کسب دو جایزه مدرس برتر بازیگری این کشور در سال ۱۳۸۳ به ایران بازگشت.

## فعالیت‌های هنری و اجرایی
از جمله فعالیت‌های هنری و اجرایی مسعود دلخواه می‌توان به موارد زیر اشاره نمود: 
- بنیانگذاری آموزش عملی «بازیگری متد» در دانشگاه‌ها و آموزشگاه‌های بازیگری ایران
- برگزاری کارگاه بازیگری و کارگردانی در ایران و کشورهایی نظیر آمریکا و آلمان
- داوری جشنواره‌های متعدد تئاتر از جمله جشنواره بین‌المللی تئاتر فجر، جشنواره بین‌المللی تئاتر دانشگاهی و جشنواره تئاتر بانوان
- تألیف و چاپ مقاله‌هایی در رابطه با گروتفسکی، بازیگری متد و تئاتر پست مدرن
- ریاست هیئت مدیره کانون کارگردانان خانه تئاتر.[۳][۴]

## آثار
کارگردانی تئاتر
- «شاه لیر»[۶]
- «ارخش»
- «شام آخر»
- «خانمچه و مهتابی»
- «دژاوو»
- «بوی خواب»
- «ویتسک»
- «بیگانه»[۷]
- «مفیستو»

بازیگری در تئاتر
- «جولیوس سزار»
- «بیگانه»
- «مفیستو»
- «روال‌عادی»
- «بوی خواب»

بازیگری در سریال

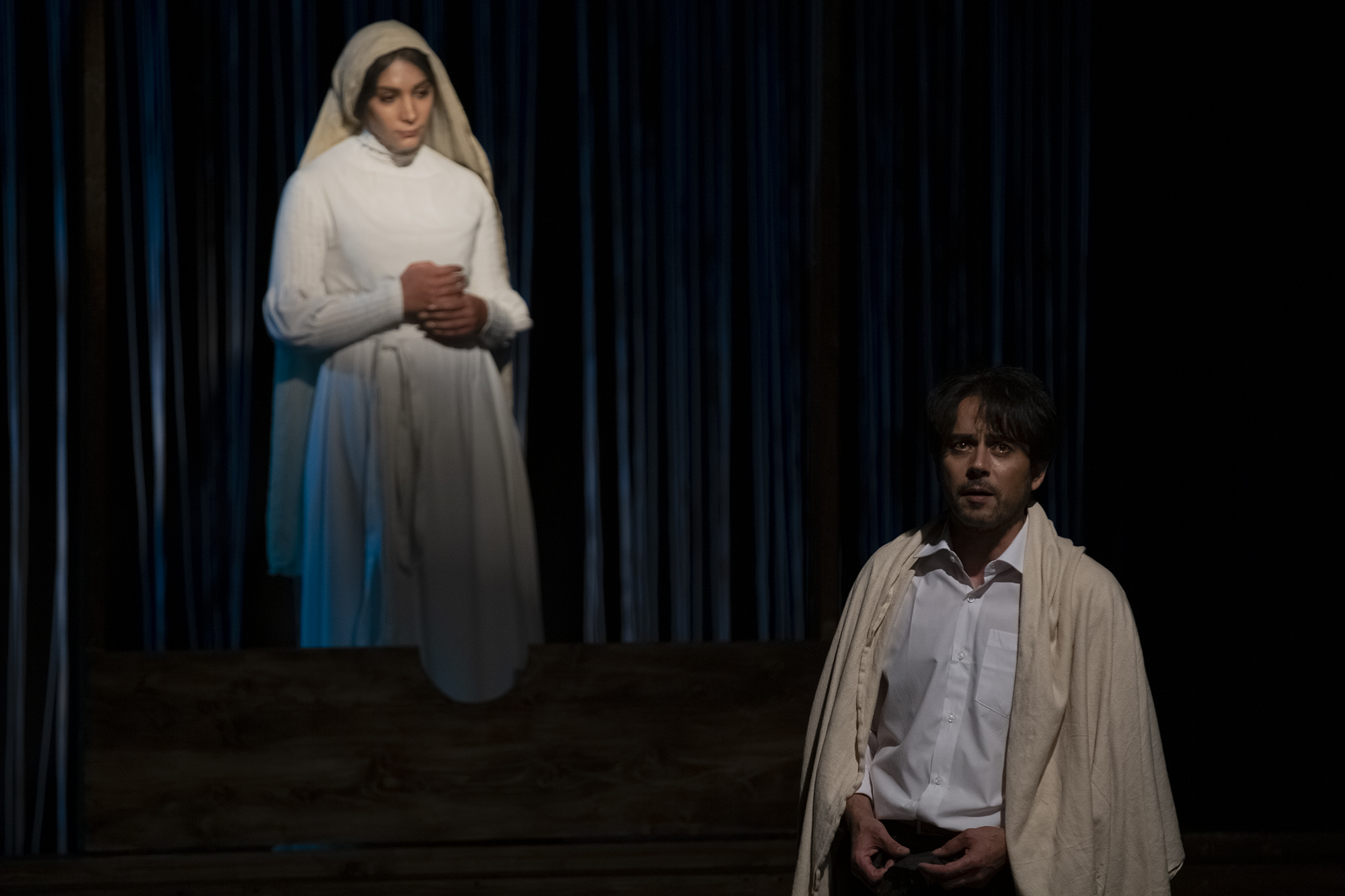
صحنه‌ای از تئاتر بیگانه، اثر آلبرکامو با بازنویسی و کارگردانی مسعود دلخواه و بازی رحیم نوروزی که در سالن تئاتر شهر تهران به روی صحنه رفت

«دلدادگان» به کارگردانی منوچهر هادی (۱۳۹۷)
««حرفه ای»» به مصطفی تقی زاده(۱۴۰۰)

## جوایز و افتخارات
- تقدیر در اختتامیه بیست و دومین جشنواره تئاتر دانشجویی (۱۳۹۸)
- جایزه ویژه هیئت داوران جشنواره بین‌المللی تئاتر فجر به خاطر دراماتورژی نمایش «مفیستو» (۱۳۹۶)[۸]
- جایزه بهترین کارگردان سال برای نمایش «بیگانه» از کانون ملی منتقدان تئاتر ایران[۵]
- جایزه بازیگر برتر سال انجمن تئاتر ایران (۱۳۸۹)[۵]
- بهترین بازیگر مرد جشنواره در بخش آثار بین‌الملل برای نمایش «روال عادی»[۵]
- جایزه بهترین کارگردانی پانزدهمین جشن کانون ملی منتقدان تئاتر برای نمایش «بیگانه»[۵]
- کارگردان برتر عرصه تئاتر کشور از سوی انجمن منتقدان خانه تئاتر (۱۳۸۶)[۵]
- مدرس برتر بازیگری در آمریکا در سال‌های ۱۹۸۹ و ۲۰۱۱[۵]